# Tom Paxton

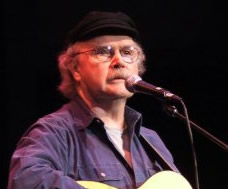
Tom Paxton live in 2007

Tom Paxton (31 oktober 1937) is een Amerikaanse folk-zanger en singer-songwriter die in 2009 een Grammy Lifetime Achievement Award kreeg voor zijn meer dan veertig jaar lange carrière.
Nadat hij afgestudeerd was verbleef hij eind jaren vijftig en begin jaren zestig vaak in Greenwich Village waar op dat moment de folk een revival kende. Zijn carrière begon pas echt nadat hij zijn dienstplicht had vervuld en in Greenwich begon op te treden en het podium deelde met mensen als Bob Dylan, Phil Ochs, Dave Van Ronk en Mississippi John Hurt.
In 1963 coverde Pete Seeger een aantal van zijn nummers, en Paxton zelf trad dat jaar op op het Newport Folk Festival. Paxton wordt als een van de pioniers gezien van de folkrevival omdat hij niet enkel traditionals speelde, maar een van de eersten was die eigen nummers brachten.
Paxton kreeg vele muzikale onderscheidingen en zijn nummers werden door tientallen artiesten gecoverd. Hij nam meer dan zestig albums op.